# Efstathios Chorafas
Efstathios Chorafas (n. 1871, Cefalonia, Peloponez, Grecia de Vest și Insulele Ionice⁠(d), Grecia – d. secolul al XX-lea) a fost un înotător ce a reprezentat Grecia, medaliat olimpic. A participat la o ediție a Jocurilor Olimpice (1896) în care a câștigat două medalii de bronz.